# خبائة (ردفان)

تعديل مصدري - تعديل

خبائـة هي إحدى قرى عزلة الحبيلين بمديرية ردفان التابعة لمحافظة لحج، بلغ تعداد سكانها 232 نسمة حسب تعداد اليمن لعام 2004.